# Montchevrel
Montchevrel és un municipi francès situat al departament de l'Orne i a la regió de Normandia. L'any 2007 tenia 225 habitants.

## Demografia

### Població
El 2007 la població de fet de Montchevrel era de 225 persones. Hi havia 93 famílies de les quals 27 eren unipersonals (15 homes vivint sols i 12 dones vivint soles), 23 parelles sense fills, 39 parelles amb fills i 4 famílies monoparentals amb fills.
La població ha evolucionat segons el següent gràfic:
Habitants censats

### Habitatges
El 2007 hi havia 141 habitatges, 93 eren l'habitatge principal de la família, 37 eren segones residències i 11 estaven desocupats. 139 eren cases i 1 era un apartament. Dels 93 habitatges principals, 76 estaven ocupats pels seus propietaris i 16 estaven llogats i ocupats pels llogaters; 6 tenien dues cambres, 22 en tenien tres, 32 en tenien quatre i 33 en tenien cinc o més. 87 habitatges disposaven pel capbaix d'una plaça de pàrquing. A 41 habitatges hi havia un automòbil i a 44 n'hi havia dos o més.

### Piràmide de població
La piràmide de població per edats i sexe el 2009 era:
| Homes | Edats   | Dones |
| ----- | ------- | ----- |
| 0     | 95 o +  | 0     |
| 0     | 90 a 94 | 0     |
| 0     | 85 a 89 | 0     |
| 4     | 80 a 84 | 0     |
| 4     | 75 a 79 | 0     |
| 4     | 70 a 74 | 4     |
| 16    | 65 a 69 | 4     |
| 12    | 60 a 64 | 4     |
| 4     | 55 a 59 | 12    |
| 4     | 50 a 54 | 8     |
| 12    | 45 a 49 | 4     |
| 0     | 40 a 44 | 0     |
| 8     | 35 a 39 | 8     |
| 12    | 30 a 34 | 12    |
| 4     | 25 a 29 | 0     |
| 0     | 20 a 24 | 0     |
| 0     | 15 a 19 | 8     |
| 0     | 10 a 14 | 8     |
| 12    | 5 a 9   | 8     |
| 0     | 0 a 4   | 16    |

## Economia
El 2007 la població en edat de treballar era de 141 persones, 105 eren actives i 36 eren inactives. De les 105 persones actives 95 estaven ocupades (53 homes i 42 dones) i 11 estaven aturades (3 homes i 8 dones). De les 36 persones inactives 15 estaven jubilades, 13 estaven estudiant i 8 estaven classificades com a «altres inactius».

### Ingressos
El 2009 a Montchevrel hi havia 92 unitats fiscals que integraven 218 persones, la mediana anual d'ingressos fiscals per persona era de 14.690 €.

### Activitats econòmiques
Dels 12 establiments que hi havia el 2007, 5 eren d'empreses de construcció, 2 d'empreses de comerç i reparació d'automòbils, 2 d'empreses d'hostatgeria i restauració, 2 d'empreses de serveis i 1 d'una entitat de l'administració pública.
Dels 5 establiments de servei als particulars que hi havia el 2009, 1 era un taller de reparació d'automòbils i de material agrícola, 1 paleta, 1 fusteria, 1 lampisteria i 1 restaurant.
L'any 2000 a Montchevrel hi havia 16 explotacions agrícoles que ocupaven un total de 924 hectàrees.

## Equipaments sanitaris i escolars
El 2009 hi havia una escola elemental integrada dins d'un grup escolar amb les comunes properes formant una escola dispersa.

## Poblacions més properes
El següent diagrama mostra les poblacions més properes.